# Liste der Naturdenkmale in Salmtal
Die Liste der Naturdenkmale in Salmtal nennt die im Gemeindegebiet von Salmtal ausgewiesenen Naturdenkmale (Stand 18. März 2024).

## Ehemalige Naturdenkmale
| Nr. | Bezeichnung  | Lage                                                         | Beschreibung                                        | Bild                                    |
| --- | ------------ | ------------------------------------------------------------ | --------------------------------------------------- | --------------------------------------- |
|     | Alte Eiche   | Salmrohr, nördlich des Ortes an der L 141 Lage               | Quercus robur; Rechtsverordnung aufgehoben          | Direkt Bild zu diesem Denkmal hochladen |
|     | Sauerbrunnen | Dörbach, westlich des Ortes; Abteilung In der Dreiswies Lage | gefasste Mineralquelle; Rechtsverordnung aufgehoben | Direkt Bild zu diesem Denkmal hochladen |